# Монтелеоне Рока Дорија
Монтелеоне Рока Дорија (итал. Monteleone Rocca Doria) је насеље у Италији у округу Сасари, региону Сардинија.
Према процени из 2011. у насељу је живело 134 становника. Насеље се налази на надморској висини од 373 м.

## Становништво
Према резултатима пописа становништва 2011. у општини је живело 117 становника.
| 1931. | 1936. | 1951. | 1961. | 1971. | 1981. | 1991. | 2001. | 2011. |
| ----- | ----- | ----- | ----- | ----- | ----- | ----- | ----- | ----- |
| 393   | 385   | 384   | 317   | 212   | 202   | 140   | 134   | 117   |